# Половое извращение
Полово́е извраще́ние или сексуа́льная перве́рсия (лат. perversio «переворачивание, извращение»), также синонимы: полова́я аберра́ция (лат. aberratio «уклонение»), извраще́ние полово́го чу́вства — любое сексуальное поведение, считающееся в конкретном обществе отклонением от принятых сексуальных норм и стандартов в плане направленности полового влечения или способов его удовлетворения. Отнесение того или иного вида сексуального поведения к половым извращениям весьма проблематично и может различаться в различные периоды истории человечества и в различных культурах.
В прошлом[уточнить] половые извращения не только считались болезненными расстройствами, но и осуждались общественной моралью. Современная наука рассматривает понятие парафилии (сексуальной девиации), причисляя лишь некоторые из них к патологиям.

## История термина
Понятие полового извращения вошло в употребление с 1870-х годов, когда в трудах ряда учёных (прежде всего, Р. Крафт-Эбинга) была обоснована трактовка отклонений от нормальной сексуальности как болезненных, требующих лечения и подлежащих ведению медицины (а не только религии или юриспруденции). Крафт-Эбинг считал извращением все половые проявления, не соответствующие целям природы (размножению), при условии, что существует возможность совершить половой акт естественным путём.
Принято считать, что термины «perversion» и «inversion» впервые использованы в совместной работе Ж. Шарко и В. Маньяна «Превращение полового чувства и другие сексуальные извращения» (фр. Inversion du sens génital et autres perversions sexuelles, 1882), посвящённой попыткам «лечить» гомосексуальность гипнозом, а на русский переведены В. М. Тарновским в обзорной статье 1884 г. «Извращения полового чувства».
Использование термина «половое извращение» в медицине в конце XX века было подвергнуто критике. Было указано, что сами по себе слова «извращение», «извращенец» имеют негативную, осуждающую смысловую окраску. Кроме того, с точки зрения современной медицины психической патологией, требующей лечения, может признаваться лишь такое нарушение, которое препятствует деятельности человека как члена общества, вызывает нарушения, препятствующие трудовой деятельности, обычной социальной активности и отношениям с окружающими, причиняет страдания субъекту.
В соответствии с этим те сексуальные практики, которые ранее обозначались как половые извращения, в настоящий момент рассматриваются как сексуальные девиации (отклонения), причём считается, что в большинстве случаев (когда отсутствуют критерии болезненного расстройства психики) медицинское вмешательство не требуется.